# Microtus felteni
Microtus felteni är en däggdjursart som beskrevs av Malec och Gerhard Storch 1963. Microtus felteni ingår i släktet åkersorkar, och familjen hamsterartade gnagare. Inga underarter finns listade i Catalogue of Life. Det svenska trivialnamnet Makedonsk gransork förekommer för arten.
Arten når en kroppslängd (huvud och bål) av 8,3 till 10,5 cm, en svanslängd av 2,3 till 2,9 cm och en vikt av 16 till 28 g. Huvudet kännetecknas av små ögon och öron. Den långa och mjuka pälsen har på ovansidan en mörkbrun färg och undersidans päls är gråaktig till silverfärgad. Honor har två par spenar vid ljumsken. Avvikande detaljer i kraniets konstruktion skiljer Microtus felteni från andra släktmedlemmar.
Denna gnagare förekommer på Balkanhalvön från Serbien till norra Grekland. Den vistas i kulliga områden och i bergstrakter mellan 360 och 2050 meter över havet. Arten är ganska sällsynt. Individer hittas vanligen i skogar och ibland på jordbruksmark.
Individerna är nattaktiva och de gräver ofta i marken. Arten håller ingen vinterdvala. Dräktiga honor eller honor med aktiva spenar registrerades mellan juni och oktober. Tre honor var dräktiga med tvillingar.
För beståndet är inga hot kända. Hela populationen anses vara stor. IUCN kategoriserar arten globalt som livskraftig.